# John Edward Bouligny

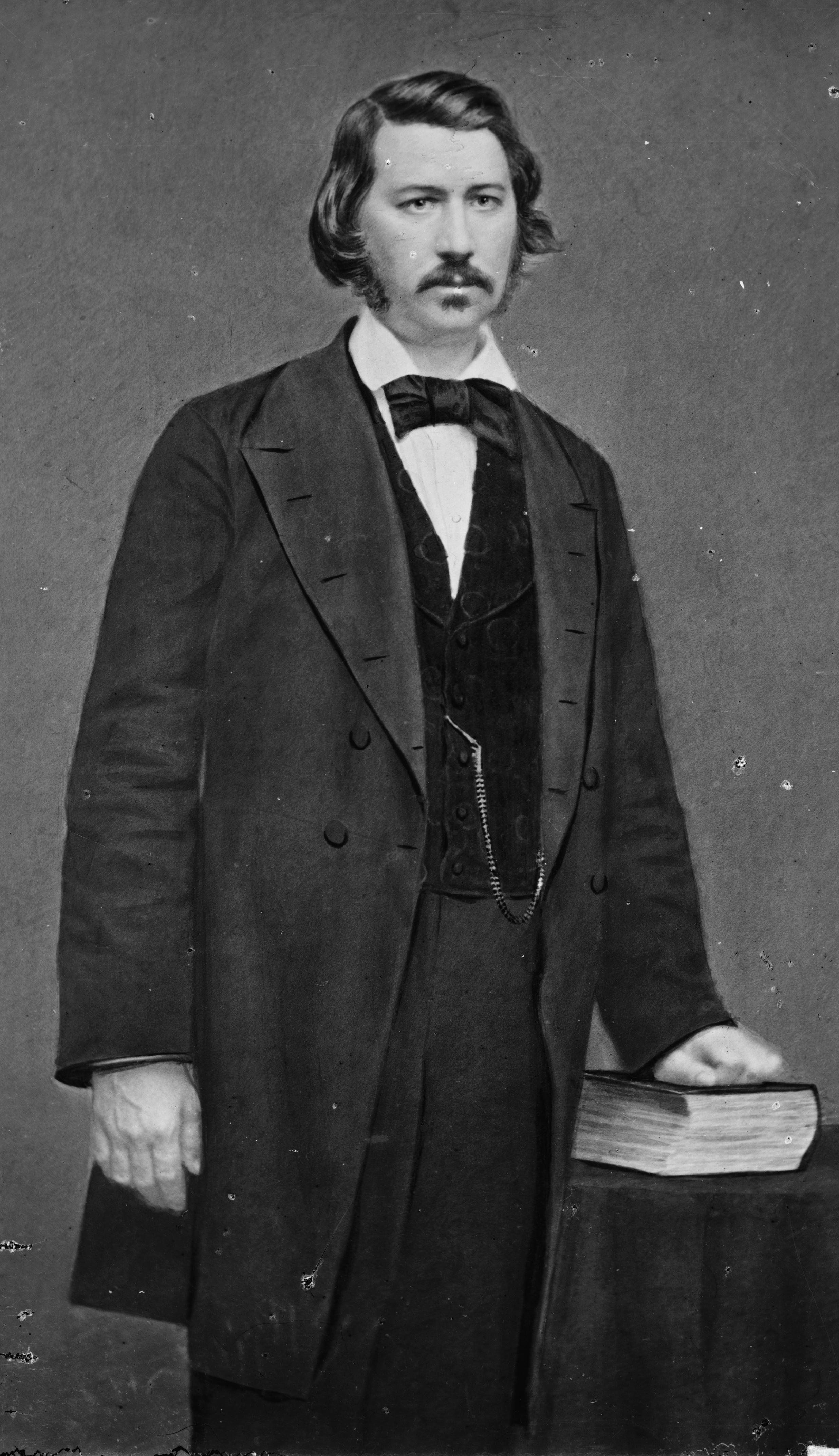
John Edward Bouligny

John Edward Bouligny (* 5. Februar 1824 in New Orleans, Louisiana; † 20. Februar 1864 in Washington, D.C.) war ein US-amerikanischer Politiker. Zwischen 1859 und 1861 vertrat er den Bundesstaat Louisiana im US-Repräsentantenhaus.

## Werdegang
John Bouligny, dessen Onkel Charles Dominique Joseph Bouligny von 1824 bis 1829 dem Senat der Vereinigten Staaten angehörte, besuchte die öffentlichen Schulen seiner Heimat. Nach einem anschließenden Jurastudium und seiner Zulassung als Rechtsanwalt begann er in New Orleans in seinem neuen Beruf zu arbeiten. Dort bekleidete er auch einige lokale Ämter. In den 1850er Jahren schloss er sich der American Party an.
Bei den Kongresswahlen des Jahres 1858 wurde er im ersten Wahlbezirk von Louisiana in das US-Repräsentantenhaus in Washington gewählt, wo er am 4. März 1859 die Nachfolge von George Eustis antrat. Seine Zeit im Kongress war von den Streitereien und Diskussionen im unmittelbaren Vorfeld des Bürgerkrieges bestimmt. Bouligny war ein loyaler Anhänger der Union und ein Gegner der Sezession. Er war der einzige Kongressabgeordnete aus Louisiana, der nach dem Austritt seines Heimatstaates aus der Union am 26. Januar 1861 sein Kongressmandat bis zum Ende der Legislaturperiode am 3. März 1861 ausübte.
Nach dem Ende seiner Zeit im US-Repräsentantenhaus blieb Bouligny im Norden und kehrte nicht mehr nach Louisiana zurück. Er starb am 20. Februar 1864 im Alter von 40 Jahren in Washington und wurde auf dem dortigen Kongressfriedhof beigesetzt.